# Asphalidesmus parvus
Asphalidesmus parvus är en mångfotingart som först beskrevs av Chamberlin 1920.  Asphalidesmus parvus ingår i släktet Asphalidesmus och familjen Dalodesmidae. Inga underarter finns listade i Catalogue of Life.